# Maravilhas
Maravilhas é um município brasileiro do estado de Minas Gerais. Sua população em 2022 era de 7 333 habitantes, de acordo com o censo demográfico realizado naquele ano.

## História
A bandeira de Antônio Rodrigues Velho foi a reponsável pelo início do povoamento da região de Maravilhas. O arraial que surgiu à época de 1835 se chamava Santo Antônio de Maravilhas em homenagem ao padroeiro e a uma bonita e abundante flor da região. Em 1891 fica subordinada ao município de Pitangui, foi elevado à categoria de município pela lei estadual nº 1039, de 12 de dezembro de 1953 e instalado em 1 de janeiro de 1954.

## Geografia
Localiza-se na Mesorregião Metropolitana de Belo Horizonte.